# Kiss (альбом)
Kiss — дебютний студійний альбом американського хардрок-гурту Kiss, випущений 18 лютого 1974 року. Велика частина матеріалу для альбому була написана Джином Сіммонсом і Полом Стенлі, ще будучи учасниками попереднього гурту - Wicked Lester. Сіммонс підрахував, що весь процес запису та зведення зайняв три тижні, тоді як співпродюсер Річі Вайз заявив, що він зайняв лише 13 днів.
Пісня «Strutter» входить до саундтреку гри Grand Theft Auto: San Andreas і використовується у грі Guitar Hero.
Американський треш-метал гурт Death Angel записав кавер-версію пісні «Cold Gin», що увійшла до альбому Frolic Through the Park 1988 року. 

## Про альбом
Альбом був записаний на Bell Sound Studios у Нью-Йорку.
Casablanca Records влаштували вечірку в готелі Century Plaza у Лос-Анджелесі, щоб відсвяткувати випуск альбому Kiss на Західному узбережжі (8 лютого) і представити звукозаписну компанію пресі та іншим керівникам звукозаписної індустрії. На вечірі Kiss показали своє звичайне гучне та пишне сценічне шоу, яке налаштувало Warner Bros. Records (дистриб'ютор записів Casablanca) проти групи. Невдовзі після шоу Warner Bros. зв’язалися з Нілом Богартом (засновник лейблу) і погрожували розірвати угоду з Casablanca, якщо Kiss не знімуть макіяж. Завдяки підтримці менеджера Білла Окойна Kiss відмовились. Невдовзі після виходу альбому дистриб'ютор звільнив Casablanca від контракту.
Kiss розпочали свій перший альбомний тур із виступу в Northern Alberta Jubilee Auditorium у Едмонтоні, Альберта, 5 лютого 1974 року. Через кілька тижнів вони вперше виступили на національному телебаченні в програмі ABC In Concert (вийшла в ефір 29 березня 1974 року). виконавши «Nothin to Lose», «Firehouse» і «Black Diamond». Під час інтерв'ю в шоу Джин Сіммонс оголосив себе "втіленням зла", викликавши нервозність і збентежену реакцію аудиторії студії, на що комік Тоті Філдс з гумором прокоментувала: «Чи не було б смішно, якби він був просто милим єврейським хлопчиком під макіяжем?» Незважаючи на те, що він не підтверджував і не заперечував свою єврейську спадщину, Сіммонс відповів: «Ви повинні лише знати», на що Філдс відповів: «Я знаю. Ви не можете приховати гачок», маючи на увазі ніс Сіммонса.
Оригінальний реліз альбому не включав пісню Kissin' Time. Відтоді ця пісня є на кожному виданні альбому. 
Обкладинка альбому пародує обкладинку альбому With the Beatles групи The Beatles. Троє з чотирьох учасників гурту нанесли власний макіяж для фотографії обкладинки альбому, як вони це робили зазвичай, але макіяж Крісса «Catman» наніс професіонал, чия робота вийшла зовсім не такою, як хотів Пітер Крісс.

## Треклист
| Сторона A | Сторона A         | Сторона A       | Сторона A       | Сторона A  |
| #         | Назва             | Автор           | Основний вокал  | Тривалість |
| --------- | ----------------- | --------------- | --------------- | ---------- |
| 1.        | «Strutter»        | Стенлі, Сіммонс | Стенлі          | 3:10       |
| 2.        | «Nothin’ to Lose» | Сіммонс         | Сіммонс, Крісс  | 3:27       |
| 3.        | «Firehouse»       | Стенлі          | Стенлі          | 3:17       |
| 4.        | «Cold Gin»        | Фрейлі          | Сіммонс         | 4:22       |
| 5.        | «Let Me Know»     | Стенлі          | Сіммонс, Стенлі | 2:58       |
| 17:14     |                   |                 |                 |            |

| Сторона Б | Сторона Б              | Сторона Б                      | Сторона Б              | Сторона Б  |
| #         | Назва                  | Автор                          | Основний вокал         | Тривалість |
| --------- | ---------------------- | ------------------------------ | ---------------------- | ---------- |
| 6.        | «Kissin’ Time»         | Кал Манн, Берні Лоу            | Сіммонс, Стенлі, Крісс | 3:52       |
| 7.        | «Deuce»                | Сіммонс                        | Сіммонс                | 3:06       |
| 8.        | «Love Theme from Kiss» | Фрейлі, Стенлі, Сіммонс, Крісс | інструментал           | 2:24       |
| 9.        | «100,000 Years»        | Стенлі, Сіммонс                | Стенлі                 | 3:22       |
| 10.       | «Black Diamond»        | Стенлі                         | Крісс, Стенлі (вступ)  | 5:13       |
| 17:57     |                        |                                |                        |            |

## Учасники запису
Kiss
- Пол Стенлі – ритм-гітара, вокал
- Джин Сіммонс – бас-гітара, вокал
- Пітер Крісс – ударні, вокал
- Ейс Фрейлі — соло-гітара, бек-вокал у "Nothin' to Lose" та "Black Diamond"

Додатковий персонал
- Брюс Фостер – піаніно, додаткова гітара
- Воррен Дьюї – пожежна машина на «Firehouse», звукоінженер

Продюсування
- Кенні Кернер, Річі Вайз – продюсери
- Джо Брешіо – мастеринг
- Роберт Локарт – артдиректор, дизайн
- Джоел Бродскі – фотографія

## Сертифікації
| Регіон                                             | Сертифікація | Продажі  |
| -------------------------------------------------- | ------------ | -------- |
| Канада (Music Canada)                              | Золотий      | 50 000^  |
| США (RIAA)                                         | Золотий      | 500 000^ |
| ^відвантаження, що базуються лише на сертифікаціях |              |          |